# Great Times
Great Times è un singolo di will.i.am commercializzato per il mercato sudamericano e coreano.

## Video
Il video musicale è stato presentato a novembre solamente per il mercato brasiliano, ma non è stato reso disponibile per gli USA e per il Regno Unito.

## Classifiche
| Chart (2012)                             | Peak position |
| ---------------------------------------- | ------------- |
| Brazil (Billboard Hot 100)               | 5             |
| Brazil (Billboard Hot Pop Songs)         | 2             |
| South Korea International Singles (Gaon) | 12            |